# Valdemar Laursen
Valdemar Kristian Laursen (Frederiksberg, 30 agosto 1900 – Copenaghen, 14 aprile 1989) è stato un calciatore danese, di ruolo centrocampista.

## Carriera
Nella sua intera carriera giocò nel KB, debuttando con la Nazionale nell'ottobre 1918, a 18 anni, contro l'Olanda.
Giocò in totale 44 partite con la sua Nazionale.